# حسینعلی متین‌رضا
حسینعلی متین‌رضا (۱ اردیبهشت ۱۳۰۸ - ۱۵ مرداد ۱۳۹۴) صحاف ایرانی بود. . او ابداع‌های و ابتکارهای بسیاری در کار صحافی انجام داد و از او به عنوان پدر صحافی نوین ایران نام می‌برند.

## زندگی
حسینعلی متین‌رضا در اول اردیبهشت ۱۳۰۸ در بازارچه قوام‌الدوله تهران به دنیا آمد. وی تحصیلات ابتدایی را در مدرسه ابن‌سینا به اتمام رساند و پس از آن وارد مدرسه خان مروی جهت تحصیل علوم حوزوی شد. در آنجا با صحافی کردن کتاب‌های کهنه و کثیف اندک اندک به این حرف علاقه‌مند شد و بدون داشتن هیچ استاد و راهنمایی در این زمینه وارد این حرف شد. پس از آن و با شدت گرفتن علاقه به صحافی به صورت داوطلبانه در کتابخانه شمس، صحافی کتاب‌هایی را که نیاز به ترمیم داشت برعهده گرفت و در خلال این فعالیت بر تجربه و مهارتش افزوده شد.

بعد از گذشت ۲ سال حوزه رها کرد و به کار صحافی مشغول شد. به علت این که مکان مستقلی برای انجام کار در اختیار نداشت کتاب‌ها را از کتابفروشی‌ها تحویل می‌گرفت و در خانه پدری آنها را ترمیم و تعمیر می‌کرد. با وسعت گرفتن کار در سال ۱۳۲۷، مغازه‌ای را در خیابان بوذرجمهری غربی نزدیک درخونگاه اجاره کرد و در آنجا مشغول به کار شد.

در سال ۱۳۳۲ با نیره شیروانی هژیری ازدواج کرد و از این ازدواج دارای ۳ دختر و ۴ پسر شد.
که از میان فرزندانش، ۴ پسر و یک دختران شغل پدر را دنبال کرده‌اند. در زمینه موسیقی نیز وی ردیف آواز ایرانی را نزد ابوالحسن صبا فرا گرفت و مدتی هم تحت آموزش اسماعیل مهرتاش بود. پس از مدتی وقفه در کار موسیقی مجدداً نزد احمد عبادی آموزش موسیقی را از سر گرفت و از سمت ایشان بعنوان وصی خود انتخاب شد.

حسینعلی متین رضا پس از مدتی بستری بودن به دلیل عارضه قلبی و کلیوی، پنجشنبه ۱۵ مرداد ۱۳۹۴ در سن ۸۶ سالگی در تهران درگذشت.

## از نگاه دیگران
آیدین آغداشلو دربارهٔ متین‌رضا می‌گوید که صحافی معاصر ما مقدار خیلی زیادی مدیون خدمات اساتید بزرگی مانند استادم، جناب آقای متین رضاست. در حقیقت استادان آغازگر از تعداد انگشتان دست تجاوز نمی‌کنند که قطعاً یکی از مهم‌ترین، مؤترترین و پرنفوذترینشان استاد من، جناب آقای متین رضا هستند. من بسیار آموختم از ایشان.
عبدالرحیم جعفری، بنیان‌گذار مؤسسه انتشارات امیرکبیر می‌گوید سال ۱۳۵۰ که شاهنامه معروف امیرکبیر از چاپ درآمده بود، ما به دنبال صحافی بودیم که بتواند برای آن شاهنامه یک جعبه زیبا و مجلل بسازد که جناب متین این کار را قبول کردند و مرا قرین مهر خود قرار دادند.